# Irska mahovina
Irska mahovina ili karagen (lat. Chondrus crispus) je vrsta crvene alge koja obilno raste uz stjenovite dijelove atlantske obale Europe i Sjeverne Amerike. Raste na dubini do 25 metara.

## Izgled
Irska mahovina je relativno malena alga, naraste do dvadesetak centimetara duljine. Raste iz diskoidnih stelja, iz kojih se lepezasto grana. Grane su tvrde i široke 2-15 milimetara. Boja irske mahovine varira od zelenkasto-žute do crvenkasto-smeđe.

## Kemijski sastav
Ova alga sadrži veliku količinu (oko 55%) polisaharida karagenana, po kojem je i dobila naziv karagen. Ona se upravo i koristi za dobivanje te tvari koja je čest sastojak u prehrambenoj industriji. Također sadrži oko 10% bjelančevina i 15% mineralnih tvari. Bogata je jodom i sumporom